# 利尻機場
利尻機場（日语：／ Rishiri kūkō */?）是位於北海道利尻郡利尻富士町（利尻島）。根據日本空港整備法被分成地方管理機場。

## 歷史
- 1962年：機場啟用，跑道長600公尺，由利尻富士町管理。開辦不定期航線往稚內機場。
- 1974年：跑道延長800公尺。日本近距離航空開辦定期航線往稚內機場。
- 1991年：由北海道辦管機場。
- 1994年：由北海道航空（日语：エアー北海道）和Air Japan接辦航線往稚內機場。
- 1999年：跑道延長1800公尺。Air Japan開辦航線往新千歲機場（夏季）。
- 2003年：取消往稚內機場航線。增加航班數目至全年往新千歲機場。

## 航空公司與航點
| 航空公司                              | 目的地              |
| ------------------------------------- | ------------------- |
| 北海道空中系統                        | 札幌/丘珠           |
| 全日本空輸（NH） （由全日空之翼營運） | 季節性：札幌/新千歲 |

## 如何前往
- 宗谷巴士
  - 沓形港 - 利尻機場 - 鴛泊港 - 仙法志 - 沓形港

## 外部連結
- 利尻機場介紹（页面存档备份，存于）（日語）